# Liste des circonscriptions législatives de la Vendée
Le département français de la Vendée est, sous la Cinquième République, constitué de quatre circonscriptions législatives de 1958 à 1986, puis de cinq circonscriptions depuis le redécoupage de 1986, ce nombre étant maintenu lors du redécoupage de 2010, entré en application à compter des élections législatives de 2012.

## Présentation
Par ordonnance du 13 octobre 1958 relative à l'élection des députés à l'Assemblée nationale, le département de la Vendée est d'abord constitué de quatre circonscriptions électorales.
Lors des élections législatives de 1986 qui se sont déroulées selon un mode de scrutin proportionnel à un seul tour par listes départementales, le nombre de sièges de la Vendée a été porté de quatre à cinq.
Le retour à un mode de scrutin uninominal majoritaire à deux tours en vue des élections législatives suivantes, a maintenu ce nombre de cinq sièges,, selon un nouveau découpage électoral.
Le redécoupage des circonscriptions législatives réalisé en 2010 et entrant en application à compter des élections législatives de juin 2012, n'a modifié ni le nombre ni la répartition des circonscriptions de la Vendée.

## Composition des circonscriptions

### Composition des circonscriptions de 1958 à 1986

Les circonscriptions du découpage de 1958.

À compter de 1958, le département de la Vendée comprend quatre circonscriptions :
- 1re circonscription : Chantonnay, La Châtaigneraire, Mareuil-sur-Lay (devenu Mareuil-sur-Lay-Dissais en 1974), La Roche-sur-Yon (divisé en un canton Nord et Sud en 1976).
- 2e circonscription : Chaillé-les-Marais, Fontenay-le-Comte, L’Hermenault, Luçon, Maillezais, Moutiers-les-Mauxfaits, Sainte-Hermine, Saint-Hilaire-des-Loges, canton de Talmont (devenu Talmont-Saint-Hilaire en 1974).
- 3e circonscription : Beauvoir-sur-Mer, Challans, L’Île-d’Yeu, La Mothe-Achard, canton de Noirmoutier-en-l’Île, Les Sables-d’Olonne, Saint-Jean-de-Monts, Saint-Gilles-sur-Vie (devenu Saint-Gilles-Croix-de-Vie en 1967).
- 4e circonscription : Les Essarts, Les Herbiers, Montaigu, Mortagne-sur-Sèvre, Palluau, Le Poiré-sur-Vie, Rocheservière et Saint-Fulgent.

### Composition des circonscriptions depuis 1988

Les circonscriptions du découpage de 1988.

À compter du découpage de 1986, le département de la Vendée comprend cinq circonscriptions regroupant les cantons suivants :
- 1re circonscription : Challans, Les Essarts, Palluau, Le Poiré-sur-Vie, Rocheservière, La Roche-sur-Yon-Nord.
- 2e circonscription : Chantonnay, Mareuil-sur-Lay-Dissais, La Mothe-Achard, Moutiers-les-Mauxfaits, La Roche-sur-Yon-Sud, Talmont-Saint-Hilaire.
- 3e circonscription : Beauvoir-sur-Mer, L'Ile-d'Yeu, Noirmoutier-en-l'Ile, Les Sables-d'Olonne, Saint-Gilles-Croix-de-Vie, Saint-Jean-de-Monts.
- 4e circonscription : Les Herbiers, Montaigu, Mortagne-sur-Sèvre, Pouzauges, Saint-Fulgent.
- 5e circonscription : Chaillé-les-Marais, La Châtaigneraie, Fontenay-le-Comte, L'Hermenault, Luçon, Maillezais, Sainte-Hermine, Saint-Hilaire-des-Loges.

À la suite du redécoupage des cantons de 2014, les circonscriptions législatives ne sont plus composées de cantons entiers mais continuent à être définies selon les limites cantonales en vigueur en 2010. Les circonscriptions sont ainsi composées des cantons actuels suivants :
- 1re circonscription : cantons d'Aizenay, Challans, Chantonnay (5 communes) et La Roche-sur-Yon-1 (sauf commune de Landeronde)
- 2e circonscription : cantons de Chantonnay (10 communes), Mareuil-sur-Lay-Dissais (sauf commune de L'Aiguillon-sur-Mer), La Roche-sur-Yon-2 et Talmont-Saint-Hilaire (sauf communes de l'Île-d'Olonne, Sainte-Foy et Vairé), commune de Landeronde
- 3e circonscription : cantons de L'Ile-d'Yeu, Les Sables-d'Olonne, Saint-Hilaire-de-Riez et Saint-Jean-de-Monts, communes de l'Île-d'Olonne, Sainte-Foy et Vairé
- 4e circonscription : cantons des Herbiers, Montaigu-Vendée et Mortagne-sur-Sèvre, commune du Boupère
- 5e circonscription : cantons de La Châtaigneraie, Fontenay-le-Comte et Luçon, commune de L'Aiguillon-sur-Mer